# KF Drenica Srbica
KF Drenica Srbica (alb.: Klubi Futbollistik Drenica Skënderaj, serb. cyr.: Фудбалски клуб Дреница Србица) – kosowski klub piłkarski, mający siedzibę w mieście Srbica, w środku kraju.

## Historia
Klub piłkarski KF Drenica został założony miejscowości Srbica w roku 1958. Zespół występował w niższych ligach mistrzostw Jugosławii. W 2001 roku klub po raz pierwszy zdobył awans do Superligi, w której występuje do dziś.

### Chronologia nazw
- 1958: KF Drenica

## Sukcesy

### Trofea międzynarodowe
Nie uczestniczył w rozgrywkach europejskich (stan na 31-05-2016).

### Trofea krajowe
| \| \| Zdobyte trofea w rozgrywkach Kosowa (stan na: 31-05-2016) \| |                                                           |      |                           |
| Rozgrywki                                                          | Osiągnięcie                                               | Razy | Sezon(y)                  |
| Mistrzostwo                                                        | I miejsce                                                 | 0    |                           |
| Mistrzostwo                                                        | II miejsce                                                | 0    |                           |
| Mistrzostwo                                                        | III miejsce                                               | 0    |                           |
| Mistrzostwo                                                        | 4.miejsce                                                 | 3    | 2003/04, 2006/07, 2010/11 |
| Puchar                                                             | zdobywca                                                  | 0    |                           |
| Puchar                                                             | finalista                                                 | 1    | 2005/06                   |
| II liga                                                            | I miejsce                                                 | ?    |                           |
| II liga                                                            | II miejsce                                                | ?    |                           |
| II liga                                                            | III miejsce                                               | ?    |                           |
| Kosowo                                                             | Zdobyte trofea w rozgrywkach Kosowa (stan na: 31-05-2016) |      |                           |

## Stadion
Klub rozgrywa swoje mecze domowe na stadionie Bajram Aliu w Srbicy, który może pomieścić 8000 widzów.

## Piłkarze

### Obecny skład
Stan na 12 stycznia 2020
| Nr | Poz. | Piłkarz                                        |
| -- | ---- | ---------------------------------------------- |
| 1  | BR   | Arion Ymeri                                    |
| 5  | OB   | Arsen Sykaj                                    |
| 6  | PO   | Arbios Thaçi                                   |
| 7  | PO   | Hysen Tahiri                                   |
| 8  | PO   | Diar Mustafa                                   |
| 9  | PO   | Armend Abazi                                   |
| 10 | PO   | Argjend Bardhi (wyp. z KF Feronikeli Glogovac) |
| 14 | PO   | Atdhe Grajqevci                                |
| 16 | OB   | Azem Bejta (kapitan)                           |
| 17 | OB   | Shkëlzen Lushtaku                              |
| 20 | BR   | Besnik Shehu                                   |
| 45 | NA   | Diar Prokshi (wyp. z KF Feronikeli Glogovac)   |
| 99 | NA   | Osman Mëziu                                    |

| Nr | Poz. | Piłkarz         |
| -- | ---- | --------------- |
| —  | NA   | Vilfor Hysa     |
| —  | OB   | Antonio Marku   |
| —  | BR   | Mikel Kaloshi   |
| —  | PO   | Argjend Mustafa |
| —  | NA   | Denis Peposhi   |
| —  | PO   | Hasan Hyseni    |
| —  | NA   | Van-Dave Harmon |
| —  | PO   | Genc Hamiti     |
| —  | PO   | Rrahim Nimani   |
| —  | PO   | Qemail Elshani  |
| —  | PO   | Ermal Veliqi    |
| —  | OB   | Përparim Osmani |

## Inne
- KF Trepca Mitrovica
- KF Trepca'89 Mitrovica